# Nowosybirski Rolniczy Uniwersytet Państwowy
Nowosybirski Rolniczy Uniwersytet Państwowy (ros. Новосибирский государственный аграрный университет) – jeden z uniwersytetów znajdujących się w Nowosybirsku. Założony w 1936  roku jako Instytut Rolniczy, a od 1991 roku uczelnia o statusie uniwersytetu. Obecnie działa na terenie trzech obwodów: nowosybirskiego, tomskiego i kemerowskiego.

## Historia
Powstanie dzisiejszego Nowosybirskiego Rolniczego Uniwersytetu Państwowego związane jest z zapotrzebowaniem na specjalistów od spraw rolnictwa, jakie w latach trzydziestych XX wieku wystąpiło na terenie obwodu nowosybirskiego. Był to także czas intensywnego procesu kolektywizacyjnego jakie przechodziło sowieckie rolnictwo. Stworzenie nowych kadr fachowców dla tego obszaru zwróciło uwagę Ludowego Komisariatu Rolnictwa, który oficjalnie 14 listopada 1934 roku powołał do życia Nowosybirski Instytut Rolniczy. Według planów ministerialnych miał się on dzielić na dwa wydziały, agronomiczny i zootechniczny, a umożliwiać miał pobieranie nauki około tysiącu studentów. Władze sowieckie przydzieliły nowej uczelni tereny leżące na obrzeżach miasta, a także kilka pięter w jednym z reprezentacyjnych budynków w Nowosybirsku, przy ulicy Maksima Gorkiego 78, naprzeciwko Parku Bohaterów Rewolucji. Po uzyskaniu niezbędnego sprzętu i dopełnieniu formalności Nowosybirski Instytut Rolniczy zaczął oficjalną działalność 1 września 1936 roku. W pierwszym roku działalności zatrudniał 18 profesorów, a w swe mury przyjął 167 studentów. W 1940 roku liczba pracowników naukowych przekroczyła 40 osób, a w instytucie naukę pobierało już 440 studentów. Normalną pracę badawczo-edukacyjną przerwał atak III Rzeszy na ZSRR w 1941 roku. Na front wyruszyło łącznie 160 osób związanych z instytutem, zarówno pracowników jak i studentów, a śmierć poniosło 21 osób. Ich imiona wyryte są na specjalnej tablicy pamiątkowej umieszczonej w uniwersyteckim muzeum. W 1944 roku instytut otrzymał nowe budynki, dzięki którym mógł się lepiej rozwijać w okresie powojennym.
Od 1945 roku by sprostać nowym warunkom, w których młodzi ludzie musieli dzielić studia z pracą nad powojenną odbudową sowieckiej gospodarki, powołano do życia Wydział Studiów Zaocznych. Instytut rozpoczął też organizować kursów doszkalających i podnoszącym kwalifikację osobom zatrudnionym na różnych stanowiskach w rolnictwie, która to działalność przetrwała do dziś pod postacią Wydziału Podwyższania Kwalifikacji. W 1950 roku oddano do użytku kolejne nowe budynki uniwersyteckie oraz akademik dla studentów i pracowników naukowych. W owym czasie Instytut słynął w regionie jako najważniejsza uczelnia związana z naukami rolniczymi. Do 1975 roku mury instytutu opuściło 5500 absolwentów. Po 1975 roku następuje dynamiczny rozwój uczelni, i tylko w latach 1965-1970 ukończyło ją 3000 ludzi. Kadra naukowa wzrosła ze 250 osób w 1965 roku do 337 pod koniec lat siedemdziesiątych XX wieku. W 1979 roku uruchomiono Wydział Weterynarii, a w 1986 roku z okazji pięćdziesiątych urodzin uczelni, została ona odznaczona za swój wkład w rozwój sowieckiego rolnictwa, Orderem Czerwonego Sztandaru Pracy. 

## Uniwersytet obecnie
W 1991 roku w wyniku przekształceń strukturalnych, Nowosybirski Instytut Rolniczy po spełnieniu wszystkich kryteriów, uzyskał status uniwersytecki i od tego czasu znany jest jako Nowosybirski Rolniczy Uniwersytet Państwowy. Zatrudnia on kadrę składającą się z ponad 500 pracowników naukowych i technicznych, a naukę w 2011 roku na studiach stacjonarnych pobierało 6200 studentów. Uniwersytet współpracuje ze szkołami średnimi na terenie obwodu nowosybirskiego, zwłaszcza z tymi położonymi na terenach wiejskich. Uniwersytet współpracuje z uczelniami na terenie Federacji Rosyjskiej, a także poza jej granicami. Głównymi partnerami są placówki edukacyjne pochodzące przede wszystkim z Niemiec, ale także ze Stanów Zjednoczonych, Szwecji, Chińskiej Republiki Ludowej, Ukrainy i z Kazachstanu. Swoje placówki zamiejscowe ma on także zlokalizowane na terenie obwodu tomskiego i obwodu kemerowskiego. W ramach uniwersytetu działają różnego typu studenckie grupy, m.in. teatr, chór, zespół folkowy i inne różnego typu zrzeszenia artystyczne.

## Wydziały
- Wydział Agronomii
- Wydział Biologiczno-Technologiczny
- Wydział Ekonomii
- Wydział Ochrony Roślin
- Wydział Weterynarii
- Wydział Prawa
- Wydział Państwowego i Samorządowego Zarządzania
- Wydział Podwyższania Kwalifikacji
- Instytut Studiów Zaocznych
- Instytut Inżynierii[4]